# Wake Up and Smell the Coffee
Wake Up and Smell the Coffee è il quinto album in studio dei The Cranberries.

## Descrizione
Pubblicato nell'ottobre 2001, Wake Up and Smell the Coffee (letteralmente in italiano Svegliati e senti il profumo di caffè, ma si tratta di una frase idiomatica inglese che esorta a fare attenzione e agire) è il quinto album della band pop rock irlandese dei The Cranberries. Ultimo album ufficiale della band prima del temporaneo scioglimento (l'album successivo Roses uscirà nel 2012) è stato oggetto di critiche e in un certo modo ha diviso il pubblico. Le critiche mosse riguardano ad esempio la semplicità dei motivi e il loro anonimato (la grinta dei The Cranberries sembra persa del tutto). Canzoni come This Is the Day vengono da molti indicate come vero e proprio plagio a motivi passati della stessa band (Zombie e Promises), mentre altri, come Pretty Eyes o The Concept vengono visti come meri riempitivi.
Il gruppo, dopo quest'ultimo lavoro, decide di prendersi una pausa: successivamente viene pubblicato soltanto un greatest hits chiamato Stars - The Best of 1992-2002 prima della reunion nel 2009.

## Tracce
1. Never Grow Old
2. Analyse
3. Time Is Ticking Out
4. Dying Inside
5. This Is the Day
6. The Concept
7. Wake Up and Smell the Coffee
8. Pretty Eyes
9. I Really Hope
10. Every Morning
11. Do You Know
12. Carry On
13. Chocolate Brown
14. Salvation (live in Paris 1999)
15. In the Ghetto (studio version)

## Altre versioni
L'album è stato pubblicato nei diversi continenti con tracce extra diverse, solitamente con pezzi live in coda a Chocolate Brown. In America invece è stata aggiunta solo la traccia Capetown.
Altre edizioni dell'album includono le tracce:
- Many Days
- Such a Waste
- 7 Years